# Heteromurus tenuicornis
Heteromurus tenuicornis är en urinsektsart som beskrevs av Borner 1906. Heteromurus tenuicornis ingår i släktet Heteromurus och familjen brokhoppstjärtar. Inga underarter finns listade i Catalogue of Life.